# Xestaspis
Xestaspis là một chi nhện trong họ Oonopidae.